# Нові Турмиші
Нові Турмиші́ (рос. Новые Турмыши, чув. Микушка) — присілок у складі Канаського району Чувашії, Росія. Входить до складу Хучельського сільського поселення.
Населення — 141 особа (2010; 153 у 2002).
Національний склад:
- чуваші — 99 %